# Реформи Кьохо
Реформи Кьохо (яп. 享保の改革, きょうほうのかいかく, кьохо но кейкаку) — назва курсу соціально-економічних перетворень в Японії, що здійснювалися протягом 30-річного правління Токуґави Йосімуне (1716—1745), 8-го сьоґуна сьоґунату Едо. Названі за девізом Імператорського правління «Кьохо» (1716—1736). Разом із «реформами Кансей» (1787 — 1793) та «реформами Темпо» (1841—1843) відносяться до трьох найбільших реформаторських курсів періоду Едо.

## Короткі відомості
- 1717 (2 рік Кьохо): реформа валюти; упорядкування системи обміну срібла на золото, впровадження нових монет.
- 1719 (4 рік Кьохо): прийняття «Закону вирішення суперечок за домовленістю».
- 1720 (5 рік Кьохо):

- заснування 47 загонів пожежників в Едо у зв'язку з пожежами у місті.
- видання дозволу на ввіз книг з Заходу, за винятком гуманітарно-філософської літератури.

- 1721 (6 рік Кьохо):

- встановлення у містах «скриньок для скарг» для простолюдинів з метою отримання інформації про перебіг реформ і настрої населення
- прийняття «Заборони на продаж сільськогосподарських земель» (скасована через 2 роки).

- 1722 (6 рік Кьохо):

- впровадження системи асідака, яка передбачала зняття майнового цензу для прийому чиновників в адміністрацію сьоґунату.
- реформа охорони здоров'я; заснування лікарні Коїсікава.
- впровадження системи контрибутивного рису, яка передбачала підвищення податків для регіональних ханів з метою порятунку бідноти.
- прийняття закону, за яким встановлювалася рівень данини для сіл столичного регіону: одна третина врожаю повинна була сплачуватися не рисом, а сріблом.
- встановлення постійного розміру данини з селян, який не залежав від врожайності чи неврожайності певного року.
- встановлення постійного податку сріблом для мешканців Едо.

- 1725 (10 рік Кьохо): прийняття закону, про встановлення податку кутімай на сплату данини рисом.
- 1728 (13 рік Кьохо): впровадження нової системи оподаткування, за якою 50 % врожаю сплачувалися сьоґунату, а решта 50 % лишалася селянам (до цього сьоґунат збирав лише 40 % врожаю).
- 1730 (15 рік Кьохо): прийняття закону, за яким володарі регіональних ханів та осацькі великі купці повинні були періодично скуповувати рис, сприяючи тим самим підняттю цін на нього.
- 1735 (20 рік Кьохо): проголошення дозволу на вирощування торгових і технічних культур у селянських господарствах, за умови збільшення сплати данини.
- 1736 (1 рік Ґембун): реформа валюти
- 1736 (1 рік Ґембун): прийняття «Затверджених положень про судочинство».
- 1744 (1 рік Ґембун): заснування обсерваторії в Канді, Едо.